# 黄家店东遗址
黄家店东遗址是第三次全国文物普查中在山西省左云县马道头乡黄家店村发现的一处辽金文化遗址。遗址分布面积约6万平方米。遗址地面可采集到陶片与瓷片。陶片属泥质灰陶，纹饰包括印几何纹、印方格纹、印三角纹、暗弦纹、素面等，含卷沿罐、平沿盆、折沿盆多种器型。瓷片为白釉，瓷片装饰手法有印花等，器型除盘、碗和卷沿罐。遗址中心处还有一道性质不明的石砌墙。这一次普查中左云县共新发现了22处辽金时代的大型聚落遗址，黄家店东遗址为其中之一，考古工作者认为这为研究提供了重要的实物资料。
黄家店东遗址现被公布为左云县文物保护单位。